# Kfz-Kennzeichen (Mercosur)
Die Kfz-Kennzeichen im Mercosur werden in den Mercosur-Mitgliedsstaaten Uruguay (seit März 2015), Argentinien (seit April 2016), Brasilien (seit Oktober 2018) und Paraguay (seit Juli 2019) ausgegeben.

## Geschichte
Argentinien hatte ein gemeinsames Kennzeichen vorgeschlagen, da das argentinische Kennzeichensystem aufgrund des unerwartet starken Wachstums der Fahrzeuganzahl an seine Grenzen geraten war. Im Oktober 2014 wurde es erstmals vorgestellt und die Mercosurstaaten außer Uruguay beschlossen, das gemeinsame Kennzeichen ab Januar 2016 einzuführen.
Für Neuzulassungen müssen die neuen Kennzeichen zwingend verwendet werden, für Ummeldungen von Fahrzeugen sind sie optional. 

## Aufbau der Kennzeichen nach den Ländern
Die Verteilung der Ziffern und Buchstaben unterscheidet sich je nach Mitgliedsstaat, damit es keine Doppelvergaben von Kennzeichen geben kann und das Lesen der Kennzeichen erleichtert wird.
| Mitgliedsstaat | Beispiel | Format                                          | Einführung                                         |
| -------------- | -------- | ----------------------------------------------- | -------------------------------------------------- |
| Argentinien    |          | AB 123 CD für Autos A12 3BCD für Motorräder.    | Seit April 2016.                                   |
| Brasilien      |          | ABC1D23 für Autos und Motorräder.               | Seit September 2018 (einzelne Bundesstaaten).      |
| Bolivien       |          | AB 12345                                        | Seit April 2017 nur für internationale Transporte. |
| Paraguay       |          | ABCD 123 für Autos und 123 ABCD für Motorräder. | Seit Juli 2019.                                    |
| Uruguay        |          | ABC 1234 für Autos und Motorräder.              | Seit März 2015.                                    |
| Venezuela      | -        | -                                               | Nicht eingeführt (aus dem Mercosur ausgeschlossen) |

## Gestaltungsmerkmale
Die Kennzeichen haben folgende Gestaltungsmerkmale:
- Abmessungen: 400 mm × 130 mm und eine Dicke von 1 mm.
- Logo des Mercosur und Name und Flagge des Staates auf einem blauen Band (Pantone 286) an der Oberseite.
- Sicherheitsmerkmale: Wasserzeichen, marca estampado en caliente con lámina de seguridad con efecto difractivo y onda sinusoidal.
- FE Engschrift in Schwarz auf weißem Grund.

Das Format der Nummernschilder ähnelt dem der bisher in Uruguay und Brasilien genutzten Kennzeichen, ist jedoch breiter als das der argentinischen und paraguayischen Kennzeichen.

## Schriftfarben
Ursprünglich sollte die Schrift folgende Farben haben: 
- Private Fahrzeuge: schwarz.[14]
- Kommerzielle Fahrzeuge: rot (Pantone 186C), d. h. Busse, Lkw, Taxen und andere kommerziell genutzte Fahrzeuge.[14]
- Behördenfahrzeuge: blau (Pantone 286C). Fahrzeuge von Regierungen, Kommunen, Sicherheitskräften und Feuerwehr.[14]
- Diplomaten- und Konsularfahrzeuge: gold (Pantone 130C).[14]
- Versuchsfahrzeuge und Prototypen: grün (Pantone 341C).[14]
- Oldtimer: silbergrau[14]

Da jedoch die argentinische Münzanstalt Casa de Moneda de Argentina aus technischen Gründen Lieferschwierigkeiten hatte, wurde die Unterscheidung nach Farben aufgegeben und die Einführung der neuen Kennzeichen von Januar auf April 2016 verschoben.